# Amblyjoppa oiwakensis
Amblyjoppa oiwakensis är en stekelart som först beskrevs av Matsumura 1912.  Amblyjoppa oiwakensis ingår i släktet Amblyjoppa och familjen brokparasitsteklar. Inga underarter finns listade i Catalogue of Life.